# Lentinus sajor-caju
Espèce
Lentinus sajor-caju (jadis Pleurotus sajor-caju) est un champignon basidiomycète de la famille des Polyporaceae.
C'est un champignon qui fait l'objet d'une culture sur des déchets végétaux, notamment en Asie.